# Vorstvaaggronden
Een vorstvaaggrond is een bodemtype binnen het Nederlandse systeem van bodemclassificatie en behoort tot de xerovaaggronden. Dit zijn gronden die weinig tekenen van bodemvorming vertonen. Een vorstvaaggrond is een bodem met een schrale bovengrond. Hieronder, tot maximaal 60–80 cm diep, bevindt zich een zwak ontwikkelde bruin gekleurde Bw-horizont. In sommige gevallen is er sprake van een moderpodzol (een Bws-horizont). In deze bodemlaag is het zand bedekt met ijzerhuidjes. Er vindt in deze bodems nauwelijks inspoeling van humus plaats. De bodem is dan ook humusarm.
Vorstvaaggronden worden vrij veel aangetroffen op de hogere zandgronden. Ze komen voor in het zuidoosten van Noord-Brabant en in Noord- en Midden-Limburg. Langs de IJssel komen kalkrijke vorstvaaggronden voor.

## Etymologie
De naam van de subgroep is ontleend aan het toponiem vorst, zoals dat ook voorkomt in de naam van het Limburgse dorp Grubbenvorst. Deze gronden zijn daar in de omgeving veel te vinden.

## Schematische profielbeschrijving
De onderstaande tabel omvat een schematische uiteenzetting van het bodemprofiel van een vorstvaaggrond.
| Horizont | Diepte   | Omschrijving |
| -------- | -------- | --- |
| Ap       | 0–20 cm  | bouwvoor, grijs matig humusarm, kalkloos, matig fijn zand                                                                 |
| ABp      | 20–35 cm | door grondbewerking gemengde laag van boven- en ondergrond                                                                |
| Bw       | 35–65 cm | licht geelbruin tot oranjegeel, uiterst humusarm, kalkloos, zwak lemig, matig fijn zand; met zeer duidelijke ijzerhuidjes |
| C        | > 65 cm  | licht grijsbruin, uiterst humusarm, zwak lemig, matig fijn zand met ijzerhuidjes                                          |